# Dictator regius
Dictator regius là một loài bọ cánh cứng trong họ Cerambycidae.